# شانون هايلتون
شانون هايلتون (بالإنجليزية: Shannon Hylton)‏ هي منافسة ألعاب القوى بريطانية، ولدت في 19 ديسمبر 1996.

## وصلات خارجية
- شانون هايلتون على موقع الاتحاد الدولي لألعاب القوى (الإنجليزية)